# Королець-чернець білогузий
Королець-чернець білогузий (Peneothello bimaculata) — вид горобцеподібних птахів родини тоутоваєвих (Petroicidae). Мешкає на Новій Гвінеї.

## Опис
Довжина птаха становить 13-14 см. Має чорно-біле забарвлення. Здебільшого чорний птах має білу гузку, покривні пера на крилах, білі плями по боках грудей. У номінативного підвида живіт також білий, у підвида P. b. vicaria живіт чорний з невеликою білою плямою. Самка схожа на самця, однак її чорні пера мають коричнюватий відтінок. Дзьоб і лапи чорні, очі темно-карі.

## Поширення
Білогузий королець-чернець мешкає на Новій Гвінеї, у вологих тропічних гірських лісах і на високогір'ях, на висоті від 300 до 1700 м над рівнем моря.

## Таксономія
Виділяють два підвиди:
- P. b. bimaculata (Salvadori, 1874) (південні схили західної, центральної та південно-східної частин Нової Гвінеї; острів Япен);
- P. b. vicaria (De Vis, 1892) (від північного сходу Нової Гвінеї до північних схилів південного сходу острова).

## Поведінка
Живе парами. Комахоїдний, шукає їжу на землі, в лісовій підстилці.